# Meniscomorpha besheba
Meniscomorpha besheba là một loài tò vò trong họ Ichneumonidae.